# Billy Mills
Billy Mills, ameriški staroselski (Sioux) atlet in častnik, * 30. junij 1938, Pine Ridge, Južna Dakota.
Mills je do danes edini Američan, ki je na olimpijskih igrah osvojil zlato medaljo v teku na 10.000 m; hkrati je postavil tudi olimpijski rekord (28 m 24,4 s).
Naslednje leto, 1965, je postavil državni rekord ZDA na 10.000 m in na 3 milje ter svetovni rekord na 6 milj.